# Danh sách tiểu hành tinh: 1601–1700
| Tên               | Tên đầu tiên | Ngày phát hiện       | Nơi phát hiện            | Người phát hiện            |
| ----------------- | ------------ | -------------------- | ------------------------ | -------------------------- |
| 1601 Patry        | 1942 KA      | 18 tháng 5 năm 1942  | Algiers                  | L. Boyer                   |
| 1602 Indiana      | 1950 GF      | 14 tháng 3 năm 1950  | Brooklyn                 | Đại học Indiana            |
| 1603 Neva         | 1926 VH      | 4 tháng 11 năm 1926  | Crimea-Simeis            | G. N. Neujmin              |
| 1604 Tombaugh     | 1931 FH      | 24 tháng 3 năm 1931  | Flagstaff                | C. O. Lampland             |
| 1605 Milankovitch | 1936 GA      | 13 tháng 4 năm 1936  | Uccle                    | P. Đurković                |
| 1606 Jekhovsky    | 1950 RH      | 14 tháng 9 năm 1950  | Algiers                  | L. Boyer                   |
| 1607 Mavis        | 1950 RA      | 3 tháng 9 năm 1950   | Johannesburg             | E. L. Johnson              |
| 1608 Muñoz        | 1951 RZ      | 1 tháng 9 năm 1951   | La Plata Observatory     | M. Itzigsohn               |
| 1609 Brenda       | 1951 NL      | 10 tháng 7 năm 1951  | Johannesburg             | E. L. Johnson              |
| 1610 Mirnaya      | 1928 RT      | 11 tháng 9 năm 1928  | Crimea-Simeis            | P. F. Shajn                |
| 1611 Beyer        | 1950 DJ      | 17 tháng 2 năm 1950  | Heidelberg               | K. Reinmuth                |
| 1612 Hirose       | 1950 BJ      | 23 tháng 1 năm 1950  | Heidelberg               | K. Reinmuth                |
| 1613 Smiley       | 1950 SD      | 16 tháng 9 năm 1950  | Uccle                    | S. J. Arend                |
| 1614 Goldschmidt  | 1952 HA      | 18 tháng 4 năm 1952  | Uccle                    | A. Schmitt                 |
| 1615 Bardwell     | 1950 BW      | 28 tháng 1 năm 1950  | Brooklyn                 | Đại học Indiana            |
| 1616 Filipoff     | 1950 EA      | 15 tháng 3 năm 1950  | Algiers                  | L. Boyer                   |
| 1617 Alschmitt    | 1952 FB      | 20 tháng 3 năm 1952  | Algiers                  | L. Boyer                   |
| 1618 Dawn         | 1948 NF      | 5 tháng 7 năm 1948   | Johannesburg             | E. L. Johnson              |
| 1619 Ueta         | 1953 TA      | 11 tháng 10 năm 1953 | Kwasan                   | T. Mitani                  |
| 1620 Geographos   | 1951 RA      | 14 tháng 9 năm 1951  | Palomar                  | A. G. Wilson, R. Minkowski |
| 1621 Druzhba      | 1926 TM      | 1 tháng 10 năm 1926  | Crimea-Simeis            | S. Beljavskij              |
| 1622 Chacornac    | 1952 EA      | 15 tháng 3 năm 1952  | Uccle                    | A. Schmitt                 |
| 1623 Vivian       | 1948 PL      | 9 tháng 8 năm 1948   | Johannesburg             | E. L. Johnson              |
| 1624 Rabe         | 1931 TT1     | 9 tháng 10 năm 1931  | Heidelberg               | K. Reinmuth                |
| 1625 The NORC     | 1953 RB      | 1 tháng 9 năm 1953   | Uccle                    | S. J. Arend                |
| 1626 Sadeya       | 1927 AA      | 10 tháng 1 năm 1927  | Barcelona                | J. Comas Solá              |
| 1627 Ivar         | 1929 SH      | 25 tháng 9 năm 1929  | Johannesburg             | E. Hertzsprung             |
| 1628 Strobel      | 1923 OG      | 11 tháng 9 năm 1923  | Heidelberg               | K. Reinmuth                |
| 1629 Pecker       | 1952 DB      | 28 tháng 2 năm 1952  | Algiers                  | L. Boyer                   |
| 1630 Milet        | 1952 DA      | 28 tháng 2 năm 1952  | Algiers                  | L. Boyer                   |
| 1631 Kopff        | 1936 UC      | 11 tháng 10 năm 1936 | Turku                    | Y. Väisälä                 |
| 1632 Sieböhme     | 1941 DF      | 26 tháng 2 năm 1941  | Heidelberg               | K. Reinmuth                |
| 1633 Chimay       | 1929 EC      | 3 tháng 3 năm 1929   | Uccle                    | S. J. Arend                |
| 1634 Ndola        | 1935 QP      | 19 tháng 8 năm 1935  | Johannesburg             | C. Jackson                 |
| 1635 Bohrmann     | 1924 QW      | 7 tháng 3 năm 1924   | Heidelberg               | K. Reinmuth                |
| 1636 Porter       | 1950 BH      | 23 tháng 1 năm 1950  | Heidelberg               | K. Reinmuth                |
| 1637 Swings       | 1936 QO      | 28 tháng 8 năm 1936  | Uccle                    | J. Hunaerts                |
| 1638 Ruanda       | 1935 JF      | 3 tháng 5 năm 1935   | Johannesburg             | C. Jackson                 |
| 1639 Bower        | 1951 RB      | 12 tháng 9 năm 1951  | Uccle                    | S. J. Arend                |
| 1640 Nemo         | 1951 QA      | 31 tháng 8 năm 1951  | Uccle                    | S. J. Arend                |
| 1641 Tana         | 1935 OJ      | 25 tháng 7 năm 1935  | Johannesburg             | C. Jackson                 |
| 1642 Hill         | 1951 RU      | 4 tháng 9 năm 1951   | Heidelberg               | K. Reinmuth                |
| 1643 Brown        | 1951 RQ      | 4 tháng 9 năm 1951   | Heidelberg               | K. Reinmuth                |
| 1644 Rafita       | 1935 YA      | 16 tháng 12 năm 1935 | Madrid                   | R. Carrasco                |
| 1645 Waterfield   | 1933 OJ      | 24 tháng 7 năm 1933  | Heidelberg               | K. Reinmuth                |
| 1646 Rosseland    | 1939 BG      | 19 tháng 1 năm 1939  | Turku                    | Y. Väisälä                 |
| 1647 Menelaus     | 1957 MK      | 23 tháng 6 năm 1957  | Palomar                  | S. B. Nicholson            |
| 1648 Shajna       | 1935 RF      | 5 tháng 9 năm 1935   | Crimea-Simeis            | P. F. Shajn                |
| 1649 Fabre        | 1951 DE      | 27 tháng 2 năm 1951  | Algiers                  | L. Boyer                   |
| 1650 Heckmann     | 1937 TG      | 11 tháng 10 năm 1937 | Heidelberg               | K. Reinmuth                |
| 1651 Behrens      | 1936 HD      | 23 tháng 4 năm 1936  | Nice                     | M. Laugier                 |
| 1652 Hergé        | 1953 PA      | 9 tháng 8 năm 1953   | Uccle                    | S. J. Arend                |
| 1653 Yakhontovia  | 1937 RA      | 30 tháng 8 năm 1937  | Crimea-Simeis            | G. N. Neujmin              |
| 1654 Bojeva       | 1931 TL      | 8 tháng 10 năm 1931  | Crimea-Simeis            | P. F. Shajn                |
| 1655 Comas Solá   | 1929 WG      | 28 tháng 11 năm 1929 | Barcelona                | J. Comas Solá              |
| 1656 Suomi        | 1942 EC      | 11 tháng 3 năm 1942  | Turku                    | Y. Väisälä                 |
| 1657 Roemera      | 1961 EA      | 6 tháng 3 năm 1961   | Đài thiên văn Zimmerwald | P. Wild                    |
| 1658 Innes        | 1953 NA      | 13 tháng 7 năm 1953  | Johannesburg             | J. A. Bruwer               |
| 1659 Punkaharju   | 1940 YL      | 28 tháng 12 năm 1940 | Turku                    | Y. Väisälä                 |
| 1660 Wood         | 1953 GA      | 7 tháng 4 năm 1953   | Johannesburg             | J. A. Bruwer               |
| 1661 Granule      | A916 FA      | 31 tháng 3 năm 1916  | Heidelberg               | M. F. Wolf                 |
| 1662 Hoffmann     | A923 RB      | 11 tháng 9 năm 1923  | Heidelberg               | K. Reinmuth                |
| 1663 van den Bos  | 1926 PE      | 4 tháng 8 năm 1926   | Johannesburg             | H. E. Wood                 |
| 1664 Felix        | 1929 CD      | 4 tháng 2 năm 1929   | Uccle                    | E. Delporte                |
| 1665 Gaby         | 1930 DQ      | 27 tháng 2 năm 1930  | Heidelberg               | K. Reinmuth                |
| 1666 van Gent     | 1930 OG      | 22 tháng 7 năm 1930  | Johannesburg             | H. van Gent                |
| 1667 Pels         | 1930 SY      | 16 tháng 9 năm 1930  | Johannesburg             | H. van Gent                |
| 1668 Hanna        | 1933 OK      | 24 tháng 7 năm 1933  | Heidelberg               | K. Reinmuth                |
| 1669 Dagmar       | 1934 RS      | 7 tháng 9 năm 1934   | Heidelberg               | K. Reinmuth                |
| 1670 Minnaert     | 1934 RZ      | 9 tháng 9 năm 1934   | Johannesburg             | H. van Gent                |
| 1671 Chaika       | 1934 TD      | 3 tháng 10 năm 1934  | Crimea-Simeis            | G. N. Neujmin              |
| 1672 Gezelle      | 1935 BD      | 29 tháng 1 năm 1935  | Uccle                    | E. Delporte                |
| 1673 van Houten   | 1937 TH      | 11 tháng 10 năm 1937 | Heidelberg               | K. Reinmuth                |
| 1674 Groeneveld   | 1938 DS      | 7 tháng 2 năm 1938   | Heidelberg               | K. Reinmuth                |
| 1675 Simonida     | 1938 FB      | 20 tháng 3 năm 1938  | Belgrade                 | M. B. Protić               |
| 1676 Kariba       | 1939 LC      | 15 tháng 6 năm 1939  | Johannesburg             | C. Jackson                 |
| 1677 Tycho Brahe  | 1940 RO      | 6 tháng 9 năm 1940   | Turku                    | Y. Väisälä                 |
| 1678 Hveen        | 1940 YH      | 28 tháng 12 năm 1940 | Turku                    | Y. Väisälä                 |
| 1679 Nevanlinna   | 1941 FR      | 18 tháng 3 năm 1941  | Turku                    | L. Oterma                  |
| 1680 Per Brahe    | 1942 CH      | 12 tháng 2 năm 1942  | Turku                    | L. Oterma                  |
| 1681 Steinmetz    | 1948 WE      | 23 tháng 11 năm 1948 | Nice                     | M. Laugier                 |
| 1682 Karel        | 1949 PH      | 2 tháng 8 năm 1949   | Heidelberg               | K. Reinmuth                |
| 1683 Castafiore   | 1950 SL      | 19 tháng 9 năm 1950  | Uccle                    | S. J. Arend                |
| 1684 Iguassú      | 1951 QE      | 23 tháng 8 năm 1951  | La Plata Observatory     | M. Itzigsohn               |
| 1685 Toro         | 1948 OA      | 17 tháng 7 năm 1948  | Mount Hamilton           | C. A. Wirtanen             |
| 1686 De Sitter    | 1935 SR1     | 28 tháng 9 năm 1935  | Johannesburg             | H. van Gent                |
| 1687 Glarona      | 1965 SC      | 19 tháng 9 năm 1965  | Đài thiên văn Zimmerwald | P. Wild                    |
| 1688 Wilkens      | 1951 EQ1     | 3 tháng 3 năm 1951   | La Plata Observatory     | M. Itzigsohn               |
| 1689 Floris-Jan   | 1930 SO      | 16 tháng 9 năm 1930  | Johannesburg             | H. van Gent                |
| 1690 Mayrhofer    | 1948 VB      | 8 tháng 11 năm 1948  | Nice                     | M. Laugier                 |
| 1691 Oort         | 1956 RB      | 9 tháng 9 năm 1956   | Heidelberg               | K. Reinmuth                |
| 1692 Subbotina    | 1936 QD      | 16 tháng 8 năm 1936  | Crimea-Simeis            | G. N. Neujmin              |
| 1693 Hertzsprung  | 1935 LA      | 5 tháng 5 năm 1935   | Johannesburg             | H. van Gent                |
| 1694 Kaiser       | 1934 SB      | 29 tháng 9 năm 1934  | Johannesburg             | H. van Gent                |
| 1695 Walbeck      | 1941 UO      | 15 tháng 10 năm 1941 | Turku                    | L. Oterma                  |
| 1696 Nurmela      | 1939 FF      | 18 tháng 3 năm 1939  | Turku                    | Y. Väisälä                 |
| 1697 Koskenniemi  | 1940 RM      | 8 tháng 9 năm 1940   | Turku                    | H. Alikoski                |
| 1698 Christophe   | 1934 CS      | 10 tháng 2 năm 1934  | Uccle                    | E. Delporte                |
| 1699 Honkasalo    | 1941 QD      | 26 tháng 8 năm 1941  | Turku                    | Y. Väisälä                 |
| 1700 Zvezdara     | 1940 QC      | 26 tháng 8 năm 1940  | Belgrade                 | P. Đurković                |